# 馬里武裝部隊
馬里武裝部隊（法語：Forces Armées Maliennes），馬里共和國的武裝部隊，主要由馬里共和國陸軍（法語：Armée de Terre）、馬里共和國空軍（法語：Force Aérienne de la Republique du Mali）和國民警衛隊（法語：Garde Nationale du Mali）組成。他們大約有7,000人，並受到軍隊首長和退伍軍人的控制。截至2005年1月的國會圖書館指出：「軍隊的薪水不足，裝備不足且需要合理化。」由于马里是法国前殖民地，加之马里所在的西非萨赫勒地区毗邻欧盟难民主要来源地利比亚，欧盟对马里局势颇为关注。2013年，欧盟创建马里军事训练部队，旨在推进马里军队改革，强化马里国防力量；2014年，欧盟创建萨赫勒马里能力建设特派团，旨在向马里警察、宪兵队、国民警卫队等提供培训和战略咨询，推进马里安全部队改革。2022年7月22日，马里军方公共关系和信息处通报，首都巴马科附近一处军营当天遭袭，造成1名士兵死亡，另外6人受伤。马里军方在一份公报中说，当地时间5时左右，武装分子驾驶两辆装满炸药的汽车袭击了距巴马科约15公里的库利科罗地区卡蒂镇一处军营。马里武装部队击退武装分子，打死7名袭击者，另有8人被逮捕。马里军队方面有1人死亡，另有5名士兵和1名平民受伤。